# Champier
Champier település Franciaországban, Isère megyében. Lakosainak száma 1583 fő (2022. január 1.). Champier Châtonnay, Eclose-Badinières, Eydoche, Flachères, Mottier és Porte-des-Bonnevaux községekkel határos.

## Népesség
A település népességének változása:
| Lakosok száma | 741  | 832  | 873  | 1100 | 1331 | 1387 | 1400 | 1436 | 1452 | 1583 |
|               | 1968 | 1982 | 1990 | 2006 | 2013 | 2015 | 2017 | 2019 | 2020 | 2022 |